# Mercedes-Benz EQC
De Mercedes-Benz EQC is een volledig elektrische middenklasse SUV, die in 2019 door Mercedes-Benz op de markt werd gebracht als productiemodel. De auto is grotendeels gebaseerd op de Mercedes-Benz GLC-Klasse, aangezien hij volledig elektrisch is. De EQC is de eerste zelfstandige auto geproduceerd onder de EQ-merknaam - dat elektrische auto's bevat van Daimler AG (Mercedes-Benz en Smart). Voordat de auto in productie ging stond hij in 2016 bekend als Generation EQ Concept.
De EQC werd op de markt gezet als een antwoord op Tesla's Model X, maar ook Audi's e-tron en Jaguars I-Pace.
De EQC werd leverbaar als EQC 400 4Matic. Deze maakt gebruik van een elektromotor die 400 pk en 760 Nm levert. Hiermee accelereert de 2425 kg zware EQC vanaf stilstand tot 100 km/u in 5,4 seconden en bereikt hij een topsnelheid van 180 km/u. Deze uitvoering bereikt maximaal 417 km.
Medio 2023 werd de EQC door Mercedes-Benz geschrapt.
Huidige modellen:
EQA · 
EQB · 
EQC · 
EQE (EQE SUV) · 
EQG · 
EQS · 
EQV · 
EQT